# Pavoraja
Pavoraja – rodzaj ryb chrzęstnoszkieletowych z rodziny Arhynchobatidae.

## Rozmieszczenie geograficzne
Do rodzaju należą gatunki występujące w wodach wschodniego Oceanu Indyjskiego i zachodniego Oceanu Spokojnego.

## Morfologia
Długość ciała do 37,2 cm.

## Systematyka
Rodzaj zdefiniował w 1939 roku australijski ichtiolog Gilbert Percy Whitley w artykule poświęconym taksonomii rekinów i rai opublikowanym w czasopiśmie The Australian zoologist. Gatunkiem typowym jest (oryginalne oznaczenie) P. nitida.

### Etymologia
Pavoraja: łac. pavo, pavonis ‘paw’; raia ‘płaszczka, raja’.

### Podział systematyczny
Do rodzaju należą następujące gatunki:
- Pavoraja alleni McEachran & Fechhelm, 1982
- Pavoraja arenaria Last, Mallick & Yearsley, 2008
- Pavoraja mosaica Last, Mallick & Yearsley, 2008
- Pavoraja nitida (Günther, 1880)
- Pavoraja pseudonitida Last, Mallick & Yearsley, 2008
- Pavoraja umbrosa Last, Mallick & Yearsley, 2008